# Leisnig

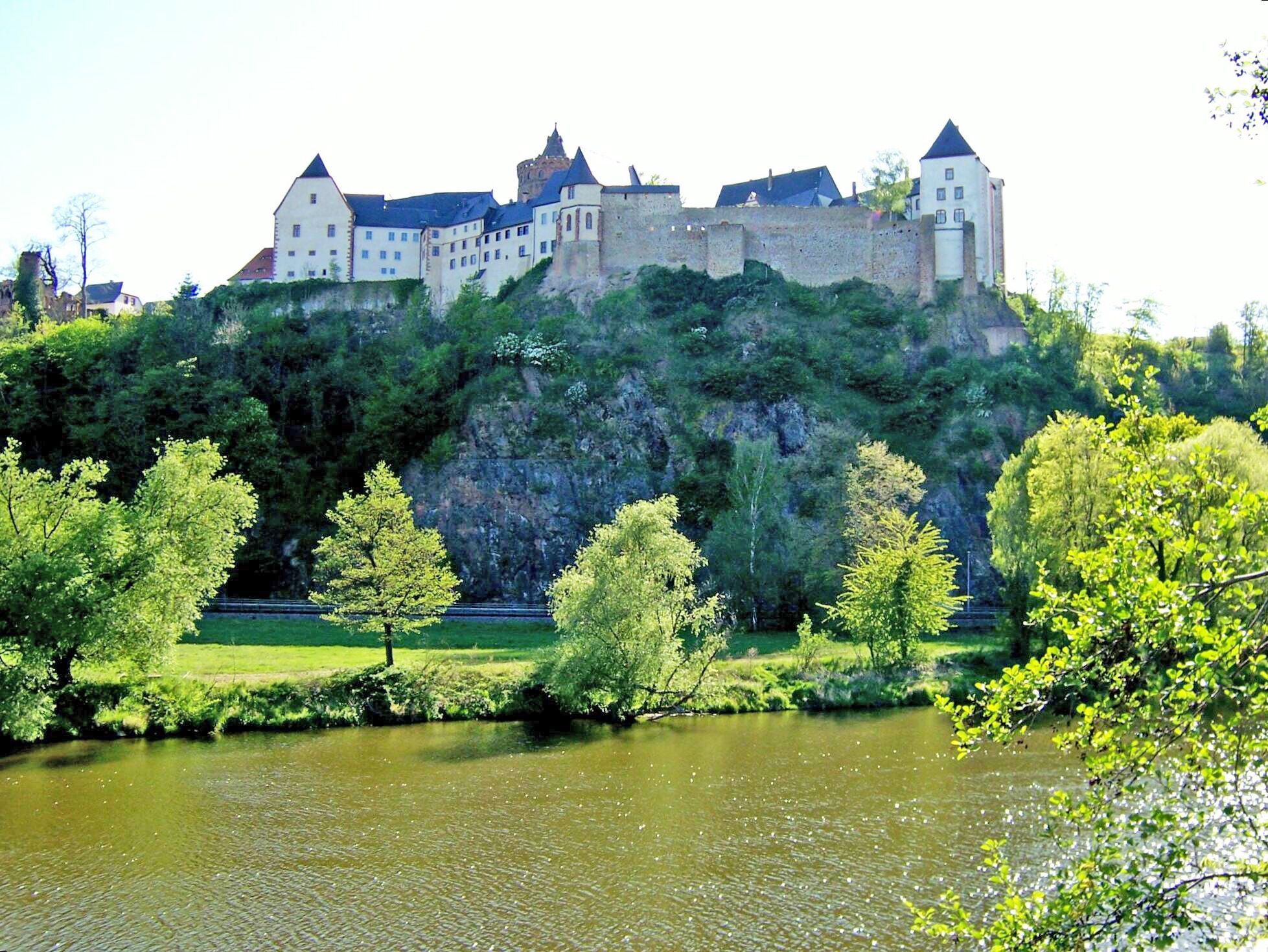
Castillo de Leisnig

Leisnig es una pequeña ciudad perteneciente al Distrito de Sajonia Central, en Sajonia (Alemania). Su población era de 7.059 habitantes (a 30 de abril de 2005). El asentamiento inicial fue nombrado por primera vez en 1046. Dentro de la ciudad destaca el Castillo de Mildenstein, que data de hace más de 1000 años, y la casa Markt 13 muestra en el escudo de armas de la familia Apian.
Leisnig fue el lugar de nacimiento de Friedrich Olbricht, que en 1944 estuvo implicado en la conspiración para asesinar a Adolf Hitler, por lo cual fue ejecutado.